# Ranchito de Inzunza
Ranchito de Inzunza är en ort i Mexiko.   Den ligger i kommunen Guasave och delstaten Sinaloa, i den västra delen av landet, 1 200 km nordväst om huvudstaden Mexico City. Ranchito de Inzunza ligger 24 meter över havet och antalet invånare är 619.
Terrängen runt Ranchito de Inzunza är mycket platt. Runt Ranchito de Inzunza är det ganska tätbefolkat, med 100 invånare per kvadratkilometer. Närmaste större samhälle är Guasave, 8,5 km söder om Ranchito de Inzunza. Trakten runt Ranchito de Inzunza består till största delen av jordbruksmark.